# Wierzba borówkolistna
Wierzba borówkolistna (Salix myrtilloides L.) – gatunek rośliny wieloletniej należący do rodziny wierzbowatych.

## Rozmieszczenie geograficzne
Występuje na niektórych obszarach w Azji i Europie. W Polsce jest rzadka. Występuje głównie na Pojezierzu Mazurskim, nad dolną Wisłą i na Lubelszczyźnie. Pojedyncze jej stanowiska znajdują się jeszcze w Puszczy Białowieskiej, na Nizinie Śląskiej i w Sudetach.

## Morfologia
PokrójKrzewinka o wysokości do 50 cm, słabo rozgałęziająca się i nigdy nie tworząca kęp.
PędyTworzy pędy pełzające płytko pod ziemią lub tuż nad ziemią oraz nadziemne wyprostowane. Gałęzie krótkie i nieowłosione (tylko czasami można dostrzec ślady owłosienia). Dwuletnie pędy barwy czerwonobrunatnej. Pączki tępe, nieco wydłużone i na starszych pędach silnie odstające.
LiścieO długości 1,5-3,5 cm, eliptyczne, nieco zaostrzone, całobrzegie, z wyraźnie widocznym unerwieniem, bez przylistków, ogonkowe. Młode liście owłosione, starsze nagie, górą ciemnozielone i fioletowo nabiegłe, spodem sinozielone.
KwiatyRoślina dwupienna. Kwiaty zebrane w kotki o dwubarwnych przysadkach; górą czarnych lub rdzawych, dołem jasnych. Kwiaty żeńskie z jednym miodnikiem, wyrastający na trzonku słupek nagi, bez szyjki, o krótkich, czerwonych znamionach. Kotki męskie na wyraźnych szypułkach, z nielicznymi kwiatami, słabo owłosionymi przysadkami o czerwonych wierzchołkach. Każdy kwiat męski ma jeden miodnik i 2 wolne pręciki z nagimi nitkami. Pylniki początkowo czerwone, w czasie pylenia żółte, później stają się ciemnobrunatne.
OwocTorebka.

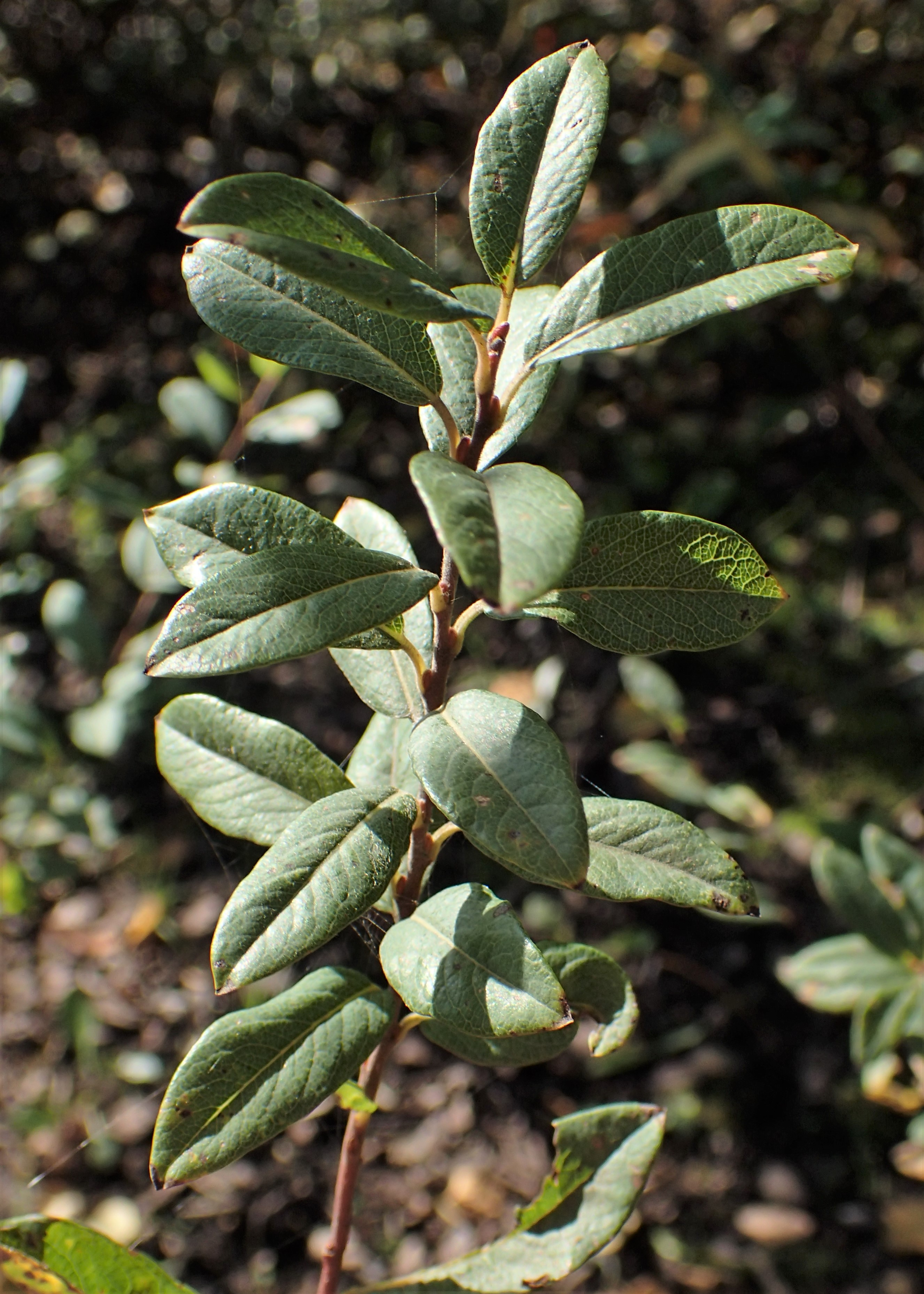
Liście
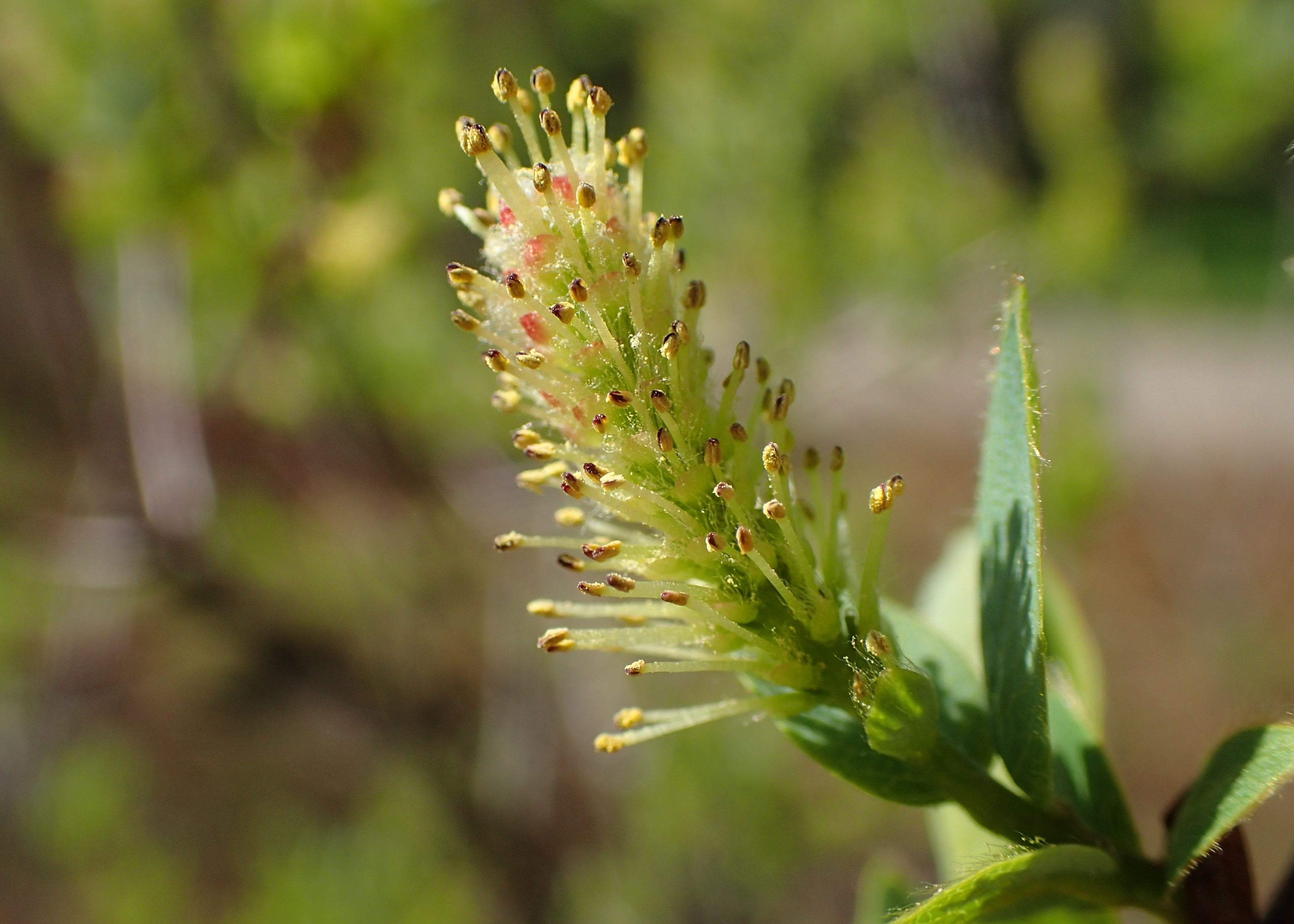
Kwiaty męskie
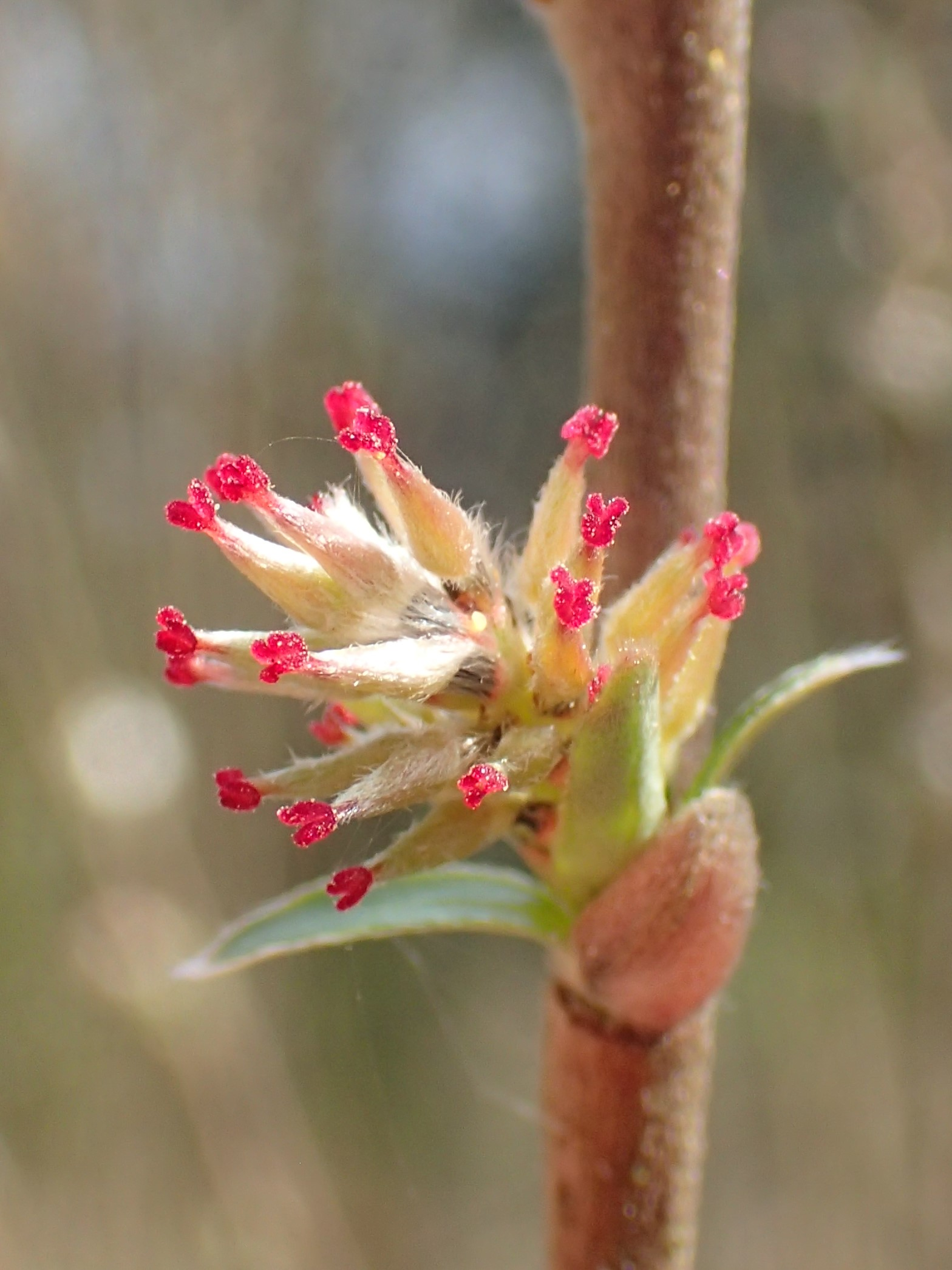
Kwiaty żeńskie

## Biologia i ekologia
Rośnie wyłącznie na torfowiskach, wśród torfowców. Chamefit. Kwitnie od maja do lipca, już po rozwinięciu się liści. Jest rośliną owadopylną i miododajną. Nasiona są rozsiewane przez wiatr. Liczba chromosomów 2n = 38.

## Zmienność
Tworzy mieszańce z wierzbą piaskową, w. płożącą, w. uszatą, w. purpurową i innymi gatunkami pokrewnymi.

## Zagrożenia i ochrona
W Polsce jest objęta ścisłą ochroną gatunkową. Informacje o stopniu zagrożenia na podstawie:
- Polskiej Czerwonej Księgi Roślin – gatunek zagrożony wymarciem (kategoria zagrożenia EN)[6][7].
- Czerwonej listy roślin i grzybów Polski (2006) – gatunek wymierający, krytycznie zagrożony (kategoria zagrożenia E)[8]; 2016: EN (zagrożony)[9].

Zagrożona jest poprzez osuszanie podmokłych terenów na których występuje, wydobywanie torfu, eutrofizację siedlisk oraz przez krzyżowanie się z innymi gatunkami wierzb.